# 志位一蔵

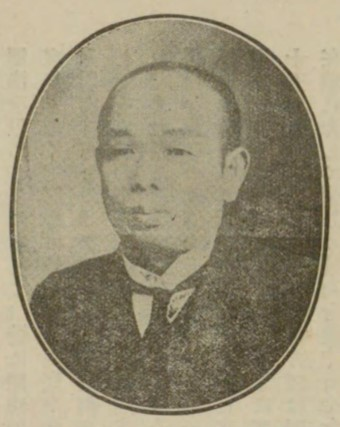
志位一蔵「江口斬風 編『熊本管見:人物月旦』（1917年）」より

志位 一蔵（しい いちぞう、生没年不詳）は、日本の実業家。
第百五十一国立銀行元取締役兼支配人。十八銀行熊本支店元支店長。熊本織物力食元監査役。肥後製糸元取締役。衆議院議員、日本共産党中央委員会議長の志位和夫は曽孫。

## 経歴
熊本県飽託郡池田村（現：熊本市西区池田）在籍。幼少期から熊本藩士・兼坂止水の門に入り、徳富蘇峰や嘉悦氏房らと机を並べて学んだ。学習の傍ら、京町校、本荘校、花園校などで教鞭をとり、1883年（明治16年）七等訓導まで昇進した。その後、教育界から実業界に進み、1884年（明治17年）第百五十一国立銀行に入行し、翌年支配人に推され、1901年（明治34年）に取締役に就任した（支配人を兼務）。なお1902年（明治35年）に第百五十一国立銀行は任意解散している。
他の事業では、1895年（明治28年）熊本織物力食監査役、1896年（明治29年）肥後製糸の創立功労者として同社取締役に就任した。1901年（明治34年）肥後製糸取締役、1902年（明治35年）熊本織物力食監査役を辞任。
1903年（明治36年）4月十八銀行熊本支店が設立し、1910年（明治43年）2月支店長に就任。1919年（大正8年）に退行。1917年（大正6年）商業会議所特別議員に推挙され、その他郡会議員や村会議員などの名誉公職を務めた。

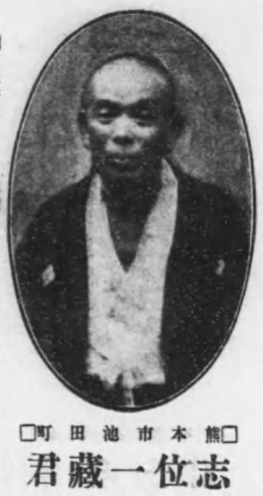
晩年の一蔵「真栄里正助 編『人物熊本 増補版（1923年）』」より

## 家族
- 長男・正人
陸軍士官学校卒[2]。陸軍中将。
  - 孫・正二
陸軍士官学校卒。陸軍少佐。長男・正人の次男。
  - 孫・明義
日本共産党船橋市議会議員。長男・正人の五男。
    - 曽孫・和夫
東京大学工学部物理工学科卒。衆議院議員、日本共産党中央委員会議長。孫・明義の長男。
- 次男・篤敬
東京帝国大学工学部機械工学科卒[2][4]。三井物産（機械部）元勤務[2][5]。その後、熊本市にある野砲兵第6連隊第5中隊に入営[6]。